# Camilla Pfeffer
Camilla Pfeffer (* 24. Januar 1993 in Filderstadt) ist Trainerin der deutschen Nationalmannschaft Gruppe in der Rhythmischen Sportgymnastik und ehemalige Rhythmische Sportgymnastin.

## Sportliche Karriere
Camilla Pfeffer trainierte am DTB-Nationalmannschaftszentrum Fellbach-Schmiden (Bundesleistungszentrum für Rhythmische Sportgymnastik und Sportinternat) und lebt in Tübingen sowie in Fellbach. Sie studierte Chemie an der Universität Stuttgart, wo sie in der Arbeitsgruppe von René Peters tätig ist und auf dem Gebiet der asymmetrischen Katalyse promoviert wurde. Ihren Sport erlernte Pfeffer bei Nadja Protasova bei der TSG Tübingen.  Später startete sie für den TSV Schmiden und wurde von Natalia Stsiapanava, Ekaterina Kotelikova und Vladimir Komkov trainiert. Ihr Spezialgerät waren die Reifen. Größter Erfolg im Juniorenbereich war die Teilnahme an den Junioren-Europameisterschaften 2008 in Turin, wo sie mit Sara Radman im Team Zehnte wurde.
2009 schaffte Pfeffer den nahtlosen Übergang von den Juniorinnen in den Leistungsbereich. Als älteste Athletin und Kapitänin war sie zunächst das zentrale Element, um das das neu gestaltete Nationalteam in Hinsicht der nächsten Olympischen Spiele aufgebaut wurde. Erste internationale Meisterschaft bei den Frauen wurden die Weltmeisterschaften des Jahres in Mie. Dort wurde sie mit Maike Deuschle, Johanna Gabor, Radman und Karolina Raskina im Gruppen-Mehrkampf und der zweiten Gerätegruppe 13., in der ersten Gerätegruppe 14. Bei den Europameisterschaften im Frühjahr 2010 in Bremen verpasste Pfeffer mit Cathrin Puhl, Radman, Mira Bimperling, Raskina und Regina Sergeeva im Mannschaftswettkampf als Viertplatzierte hinter Russland, Italien und Weißrussland nur um einen Rang eine Medaille. Mit Radman, Puhl, Bimperling und Sergeeva wurde sie zudem Vierte in der ersten sowie der zweiten Gerätegruppe. Im Herbst des Jahres folgten die Weltmeisterschaften in Moskau, bei denen Pfeffer mit Radman, Puhl, Bimperling und Sergeeva in der Mannschaft Achte sowie in derselben Besetzung jeweils Fünfte in der ersten und zweiten Gerätegruppe wurde. Bei den Weltmeisterschaften ein Jahr später in Montpellier erreichte sie mit Radman, Puhl, Nicole Müller, Bimperling und Sergeeva den sechsten Rang im Gruppen-Mehrkampf sowie Platz sieben in der ersten und Platz fünf in der zweiten Gerätegruppe. Mit dem sechsten Rang qualifizierte sich das Team direkt für die Olympischen Sommerspiele 2012 in London. Vor den Spielen kam sie noch bei den Europameisterschaften 2012 in Nischni Nowgorod zum Einsatz. Im Gruppen-Mehrkampf erreichte sie mit Judith Hauser, Müller, Radman, Puhl und Bimperling den neunten Rang. In der gleichen Besetzung belegte die Gruppe bei den Olympischen Spielen in London den zehnten Platz. Nach den Olympischen Spielen beendete Pfeffer ihre sportliche Karriere in der rhythmischen Sportgymnastik.

## Trainerkarriere
Ab 2013 arbeitete Camilla Pfeffer als Trainerin am Bundesstützpunkt in Fellbach-Schmiden. Seit 2018 trainiert sie die Nationalmannschaft Gruppe, die unter ihrer Leitung bei den  Weltmeisterschaften 2019 Rang 15 belegte.